# Andermyrtjärnen (Råneå socken, Norrbotten)
Andermyrtjärnen är en sjö i Bodens kommun i Norrbotten och ingår i Råneälvens huvudavrinningsområde.